# Patterson Island, Nunavut (Hopewell Islands)
Patterson Island är en ö i Kanada.   Den ligger i ögruppen Hopewell Islands i territoriet Nunavut, i den östra delen av landet, 1 500 km norr om huvudstaden Ottawa. Provinsen Québec gör anspråk på ön under namnet Île Napaartulik. Arean är 5,0 kvadratkilometer.
Trakten runt Patterson Island består i huvudsak av gräsmarker.